# Печёркин, Игорь Александрович
Печёркин И́горь Алекса́ндрович (19 апреля 1928 года, Пермь — 12 декабря 1991 года, Пермь) — советский геолог, доктор геолого-минералогических наук, профессор кафедры инженерной геологии и охраны недр, декан геологического факультета (1969—1970), проректор по научной работе (1970—1983) Пермского университета. Председатель Комиссии по карсту и спелеологии АН СССР, директор Всесоюзного института карстоведения и спелеологии (1978—1991), член Международной ассоциации по инженерной геологии, заслуженный деятель науки и техники РСФСР (1986). Сформировал научную школу в области геодинамики берегов водохранилищ и инженерного карстоведения.

## Биография
В 1950 году окончил геолого-географический факультет Пермского университета (ученик профессора Г. А. Максимовича). С того же года руководил гидрогеологической службой треста «Кизелуглеразведка».
В 1953 году — аспирант кафедры динамической геологии и гидрогеологии ПГУ.
В 1954 году — ассистент, преподаватель ПГУ. В 1955 году защитил кандидатскую диссертацию «Подземные и шахтные воды Кизеловского каменноугольного бассейна».
В 1968 году защитил докторскую диссертацию «Геодинамика побережий Камских водохранилищ», получил учёное звание профессора.
В 1969-1970 годах — декан геологического факультета, в 1970—1983 годах — проректор по научной работе ПГУ. С 1977 года заведовал кафедрой инженерной геологии.
В 1970—1991 годах — председатель Комиссии по карсту и спелеологии АН СССР. В 1978-1991 годах — директор Всесоюзного института карстоведения и спелеологии, член Международной ассоциации по инженерной геологии.
Сын — геолог А. И. Печёркин (1954—1991), также профессор ПГУ.

## Научная деятельность
И. А. Печёркин — один из основоположников инженерного карстоведения в России. Им было подготовлено более 30 кандидатов наук, специалистов в различных областях инженерной геологии. И. А. Печёркин представлял пермскую школу в стране и за рубежом, являясь членом Научного Совета АН СССР по инженерной геологии, гидрогеологии и грунтоведению; председателем Комиссии по карсту и спелеологии АН СССР; членом Комиссии по изучению динамики берегов; членом международной ассоциации по инженерной геологии (МАИГ). В качестве эксперта по ответственным проектам он неоднократно выезжал за рубеж — во Вьетнам, США, Германию и другие страны.
Сформировал научную школу в области геодинамики берегов водохранилищ и инженерного карстоведения. В исследованиях школы четко показано, что все экзогенные процессы протекают на границе атмосферы, гидросферы, литосферы и биосферы. Развитие идей В. И. Вернадского позволило ему по-новому подойти к объяснению механизма и причин возникновения экзогенных процессов — обосновать доминирование историко-геологического анализа факторов и условий для конкретной геологической среды. Кроме этого, решал многие проблемы грунтоведения, геодинамики, гидрогеологии, гидрохимии, охраны окружающей среды.
Опубликовал 350 научных работ.

## Основные научные работы
- Камское водохранилище. Пермь, 1959.
- Геологические экскурсии но Камскому водохранилищу. Пермь, 1963.
- Геодинамика камских водохранилищ. Пермь, т. 1, 1966., т. 2, 1969.
- Инженерная геология СССР. Пермь, 1990.